# Simoides notatus
Simoides notatus är en tvåvingeart som först beskrevs av Jacques-Marie-Frangile Bigot 1885.  Simoides notatus ingår i släktet Simoides och familjen blomflugor. Inga underarter finns listade i Catalogue of Life.